# Machsike Hadass

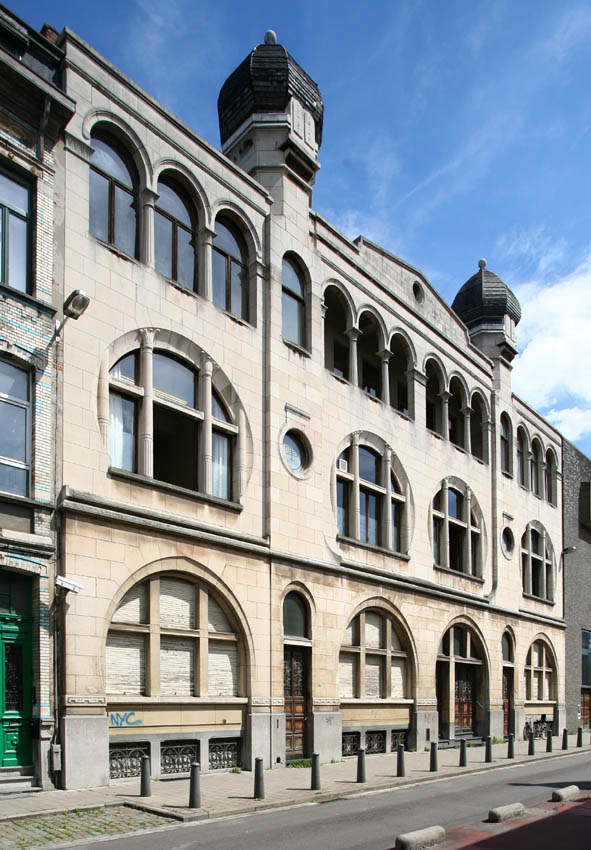
De hoofdsynagoge van Machsike Hadass.

De Machsike Hadass is een charedische joodse gemeenschap in Antwerpen. De benaming komt uit het Hebreeuws (מחזיקי הדת) en betekent "Vasthouders van het Gebod" of ook "Handhavers van het Geloof". In standaard Hebreeuws wordt dit uitgesproken als machsikee hadat. De hoofdsynagoge van deze Israëlitisch-chassidische gemeenschap werd in 1913-14 opgetrokken in eclectische stijl met exotisch karakter naar een ontwerp van J. Hofman. De synagoge is gevestigd in de Oostenstraat 43 en Chaim Kreiswirth is de opperrabbijn.

## Architecturale opbouw
De Machsiké Hadasssynagoge is een rechthoekig complex bestaande uit twee synagoges, een conciërgewoning en feestzalen. De hoofdsynagoge heeft een centrale toegang voor mannen en hiervan gescheiden twee ingangen voor vrouwen. Het gebouw werd in zijn geschiedenis tweemaal ernstig beschadigd. De eerste maal tijdens de Tweede Wereldoorlog waarbij de bovenverdieping getroffen werd en een tweede maal tijdens een brand aan het voorgebouw op 6 april 1963. Naar aanleiding hiervan werd de voorbouw uitgebreid en een feesthut ingericht.
Het interieur van de synagoge is voorzien van bepleisterde en beschilderde muren en bestaat uit twee verdiepingen. De benedenverdieping wordt genuttigd door de mannen en de vrouwengalerij bevindt zich op de bovenverdieping. Deze is versierd met marmeren en imitatiemarmeren pijlers, kapitelen met vergulde palmetten en beschilderd met symbolische afbeeldingen van de twaalf maanden en de twaalf stammen van Israël. Het plafond ten slotte heeft een symbolische beschildering en een half koepelgewelf, bereikbaar via marmeren treden.

## Gebruiken en voorzieningen
De gemeente, die in haar huidige vorm is ontstaan op 4 maart 1870, staat in voor de religieuze dienstverlening aan haar leden. Dit houdt o.a. in dat ze rituele slachthuizen voorzien voor koosjer vlees en gevogelte, mikveh (rituele badhuizen) inrichten en het Briet mila (rituele besnijdenis) organiseren. Ook organiseert ze lager onderwijs in de Jesode-Hatora en Beth Jacov-scholen en secundair onderwijs in de Jeshiva Tal Toire-school. Alle chassidische gemeenschappen zijn aangesloten, behalve de Chassidé Belz en Chassidé Pshevorsk.